# Zlopoljac
Zlopoljac es un pueblo ubicado en el municipio de Bihać, en el cantón de Una-Sana, Bosnia y Herzegovina.

## Superficie
Posee una superficie de 2,28 kilómetros cuadrados.

## Demografía
Hasta 2013 la población era de 102 habitantes, con una densidad de población de 44,6 habitantes por kilómetro cuadrado.